# Марушевский, Владимир Владимирович
Влади́мир Влади́мирович Маруше́вский (12 июля 1874 — 24 февраля 1951, Загреб) — генерал-лейтенант (1919). Участник Белого движения.

## Биография
Из дворян Петербургской губернии.
Окончил Санкт-Петербургскую 6-ю гимназию (1893) и Николаевское инженерное училище (1896), откуда выпущен был подпоручиком в 1-й сапёрный батальон. Затем служил в 18-м сапёрном батальоне. С 1898 — поручик, с 1902 — штабс-капитан.
В 1902 году окончил Николаевскую академию Генерального штаба. В октябре 1902 — феврале 1904 проходил цензовое командование ротой в 145-м пехотном Новочеркасском полку. С 1904 — капитан. Участник Русско-японской войны. С февраля 1904 — обер-офицер для особых поручений при штабе IV Сибирского армейского корпуса, с 31 декабря 1904 — помощник старшего адъютанта, с 25 августа 1905 — и. д. старшего адъютанта управления генерал-квартирмейстера 1-й Маньчжурской армии.
С декабря 1905 — помощник старшего адъютанта, с января 1908 — штаб-офицер для поручений, с января 1910 — старший адъютант штаба войск гвардии и Петербургского военного округа. В мае — сентябре 1913 проходил цензовое командование батальоном в 7-м Финляндском стрелковом полку. С 6 декабря 1913 — начальник штаба 2-й Финляндской стрелковой бригады. С 1908 — подполковник, с 1911 — полковник.

### Первая мировая война
Участник Первой мировой войны. Отличился в боях 14-16 сентября 1914 года под Августовом и 17-19 сентября 1914 года под Ольшанской и был награждён орденом Св. Георгия 4-й степени. С 23 июня 1915 — командир 7-го Финляндского стрелкового полка. С 6 декабря 1915 — генерал-майор.

24 мая 1916 года назначен начальником 3-й бригады особого назначения. С 3 июля 1916 — командир 3-й Особой пехотной бригады, направленной во Францию. Весной 1917 года участвовал в боях на севере Франции. В приказе по V французской армии № 174 от 1 мая 1917 говорилось: 

3-я русская Особая бригада в составе 5-го и 6-го Особых пехотных полков, тщательно подготовленная своим командиром генералом Марушевским, показала блестящую выдержку в бою. Получив приказание овладеть укреплённым пунктом, вышла в атаку с большой доблестью, преодолев смертоносный огонь противника.

В мае 1917 года около недели командовал вновь созданной 1-й Особой пехотной дивизией, но из-за конфликтов с подчинёнными был вынужден сдать командование и был отозван в Россию. 3 июля 1917 года был зачислен в резерв чинов при штабе Петроградского военного округа.
С 26 сентября 1917 — начальник Генерального штаба, последний руководитель этого органа в истории «старой» русской армии. После прихода к власти большевиков был арестован 20 ноября 1917 года по постановлению Совета народных комиссаров по обвинению в переговорах, направленных против советской власти (такое же обвинение было выдвинуто в отношении Н. Н. Духонина, убитого солдатами в Ставке), и саботаже перемирия с Германией. Вместе с Марушевским был арестован и генерал А. А. Маниковский, осуществлявший техническое руководство военным ведомством. Находился в тюрьме «Кресты», 1 декабря 1917 года был освобождён под честное слово и вскоре бежал в Финляндию. В августе 1918 года переехал в Стокгольм.

### Белое движение
19 ноября 1918 года по приглашению английской и французской военных миссий прибыл в Архангельск, где был назначен командующим войсками Северной области. Одновременно был членом Временного правительства Северной области, генерал-губернатором, заведующим отделами внутренних дел, путей сообщения, почт и телеграфов. Руководил формированием «белой» Северной армии (около 20 тысяч человек), опирался в своей деятельности на британский военный контингент, который принимал участие в иностранной военной интервенции на севере России и вёл боевые действия против частей Красной армии. 13 января 1919 года передал обязанности генерал-губернатора генералу Е. К. Миллеру, оставшись командующим армией (но фактически исполнял обязанности помощника Миллера).
С мая 1919 — генерал-лейтенант. Летом 1919 года вёл переговоры с К. Г. Маннергеймом о военном сотрудничестве Финляндии и российской Северной области. 19 августа 1919 года по состоянию здоровья ушёл в отставку с поста командующего армией, 5 сентября 1919 года выехал в Швецию. В эмиграции в Югославии, умер в Загребе 24 февраля 1951 года. Похоронен на кладбище Мирогой.

## Награды
- Орден Святого Станислава 3-й степени (1899)
- Орден Святого Владимира 4-й степени с мечами и бантом (ВП 29.03.1905)
- Орден Святого Станислава 2-й степени с мечами (ВП 10.07.1905)
- Орден Святой Анны 3-й степени с мечами и бантом (ВП 30.07.1905)
- Орден Святой Анны 4-й степени с надписью «За храбрость» (ВП 21.11.1905)
- Орден Святой Анны 2-й степени с мечами (ВП 11.12.1905)
- Георгиевское оружие (1905)
- Орден Святого Владимира 3-й степени с мечами (ВП 31.12.1914)
- Орден Святого Георгия 4-й степени (ВП 21.03.1915)
- Орден Святого Станислава 1-й степени с мечами (ВП 21.07.1916)
- Орден Святой Анны 1-й степени с мечами (ВП 16.08.1917)
- Орден Белого орла с мечами (Постановление ВПСО 18.04.1919)
- Почётный рыцарь-командор Ордена Бани (1.05.1919)